# Széll Tamás (szakács)
Széll Tamás (1982. október 9. –) 2  Michelin-csillagos magyar szakács, konyhafőnök. A budapesti Onyx Étterem konyhájával Szulló Szabina executive chef mellett 2011-ben Michelin-csillagot szerzett. Ő az első magyar szakács, aki bejutott a Bocuse d’Or szakácsverseny döntőjébe, ahol 2013-ban a 10. helyen végzett. 2016-ban megnyerte a Bocuse d'Or európai döntőjét, majd a 2017-es lyoni döntőben a 4. helyezést és a legjobb húsétel különdíját szerezte meg.

## Pályafutása
2008-ban és 2010-ben megnyerte a legrangosabb hazai melegkonyhás szakácsversenyt, a Hagyomány és evolúciót.
2011-ben az Onyx Éttermet Michelin-csillaggal ismerték el az országban másodikként, de ez az első étterem, amely magyar szakácsok vezetésével érte el ezt az eredményt.
2012. márciusában ő képviselte Magyarországot a világ egyik legrangosabb szakácsversenye, a Bocuse d’Or európai döntőjében. Felkészülését Geir Skeie, a 2009-es győztes segítette. A 19 induló közül a 9. helyet szerezte meg, ezzel Magyarországról elsőként bejutott a Bocuse d'Or döntőjébe (a 12 legjobb jut tovább). A döntőt 2013. január 29–30-án rendezték Lyonban, ahol a második napon került sorra és 24 indulóból a 10. helyen végzett.
2016. május 11-én megnyerte Bocuse d'Or európai döntőjét, melyet Budapesten rendeztek.
2017. január 25-én a Bocuse d’Or lyoni döntőjében a 4. helyezést és a legjobb húsétel különdíját szerezte meg.
2017 februárjában Szulló Szabinával saját bisztrót nyitottak Stand25 néven a Hold utcai piacon.
A 2018 júliusában nyitott Stand nevű fine dining éttermüket 2019 márciusában Michelin-csillaggal tüntették ki, 2022-ben a második csillagot is megkapták.

## Könyvei
- Széll Tamás sokszínű élete; szöveg Lami Juli; Kossuth, Bp., 2016
- Ízek nyomában. 104 inspiráló recept Lidl-alapanyagokkal, Mautner Zsófi és Széll Tamás konyhájából; Lidl Magyarország Kereskedelmi Bt., Bp., 2017
- Hazai ízutazás. Mautner Zsófi és Széll Tamás magyaros ételei, kiváló minőségű Lidl-alapanyagokból; Lidl Magyarország Kereskedelmi Bt., Bp., 2017
- A főzés mindenkié. Mautner Zsófi és Széll Tamás változatos receptjei, gondosan válogatott Lidl-hozzávalókból; Lidl Magyarország Kereskedelmi Bt., Bp., 2017
- Segít a séf. Közös főzések, kiváló Lidl-hozzávalók, inspiráló receptek Széll Tamástól; Lidl Magyarország Kereskedelmi Bt., Bp., 2018
- A LIDL konyha bemutatja: Ételek és Évszakok Széll Tamással, Lidl Magyarország Kereskedelmi Bt., Bp., 2022

## Interjúk
Széll Tamás elárulta, mihez kezd a Bocuse d'Or után (Pénzcentrum.hu, 2017.01.31.)